# Gypsy (musical)
Gypsy – musical z 1959 roku z muzyką Jule Styne’a i librettem Stephena Sondheima. Dzieło jest luźno oparte na pamiętnikach striptizerki Gypsy Rose Lee i koncentruje się na jej matce – Rose. Musical zawiera kilka utworów, które stały się popularnymi standardami, m.in. Everything’s Coming up Roses, You Gotta Get a Gimmick, Let Me Entertain You. Musical jest uważany za jedno z najważniejszych osiągnięć tradycyjnego amerykańskiego teatru muzycznego połowy XX wieku, a główna postać – Rose – za „jedną z niewielu złożonych postaci w musicalu amerykańskim”.

## Produkcja

### Powstanie dzieła
Musical oparty na pamiętnikach Gypsy Rose Lee był pomysłem producenta Davida Merricka i aktorki Ethel Merman. Merrick przeczytał wspomnienia Lee w Harper’s Magazine i zwrócił się do niej o prawa. Kompozytorzy Irving Berlin i Cole Porter odrzucili propozycję współpracy. Zadania podjął się Stephen Sondheim, jednak Merman nie chciała zaangażować nieznanego jeszcze kompozytora i zdecydowała, by muzykę komponował Jule Styne. Sondheim początkowo odmówił napisania wyłącznie libretta, lecz jego mentor Oscar Hammerstein przekonał go do przyjęcia pracy.

### USA

#### Broadway 1959
Oryginalna produkcja na Broadwayu miała premierę 21 maja 1959 roku w The Broadway Theatre, a później została przeniesiona do Imperial Theatre. Została zamknięta 25 marca 1961 roku po 702 przedstawieniach. Producentem był David Merrick, reżyserem i choreografem Jerome Robbins. W premierowych rolach wystąpili: Ethel Merman jako Rose, Jack Klugman jako Herbie i Sandra Church jako Louise.
Oryginalna produkcja otrzymała osiem nominacji do nagrody Tony (nie zdobywając żadnej nagrody). Po jej zakończeniu rozpoczęły się dwie trasy koncertowe: pierwsza od marca do grudnia 1961 (z Merman w roli głównej), natomiast w drugiej krajowej trasie jako Rose wystąpiła Mitzi Green. Trasa rozpoczęła się we wrześniu 1961 zakończyła w styczniu 1962.

#### Broadway 1974
Produkcja z West Endu odbyła 24-tygodniową trasę po Ameryce Północnej, zaczynając od Toronto, poprzez Los Angeles, Filadelfię, Waszyngton i Boston. Następnie wystawiono ją na Broadwayu w Winter Garden Theatre 23 września 1974, kończąc 4 stycznia 1975 r. po 120 przedstawieniach. Obsadę stanowili: Angela Landsbury jako Rose, Rex Robbins jako Herbie, Maureen Moore jako June. Angela Lansbury za rolę otrzymała nagrodę Tony w 1975.

#### Broadway 1989
Zostało poprzedzone tournée po USA rozpoczętym w Jackie Gleason Theatre of the Performing Arts w Miami Beach w maju 1989, kontynuowane w St. Louis Municipal Opera Theatre w czerwcu 1989, Los Angeles Music Center oraz Orange County Performing Arts Center w Costa Mesa w Kalifornii w lipcu 1989 oraz w waszyngtońskim Kennedy Center w sierpniu i wrześniu 1989 r.
Na Broadwayu musical wystawiono 16 listopada 1989 w St. James Theatre, następnie przeniesiono do teatru Marquis, po czym zakończono 28 lipca 1991 roku po 476 przedstawieniach. Zagrali: Tyne Daly jako Rose, Jonathan Hadary jako Herbie i Crista Moore jako Louise. Produkcja ta zdobyła nagrodę Drama Desk Award za najlepsze wznowienie, a Daly zdobyła nagrodę Tony dla najlepszej aktorki w musicalu.

#### Millburn 1998
Betty Buckley, Deborah Gibson i Lenny Wolpe wystąpili w Paper Mill Playhouse w Millburn w New Jersey z Laurą Bell Bundy jako June. Plany przeniesienia produkcji na Broadway nie ziściły się.

#### Broadway 2003
Kolejne wznowienie rozpoczęło się 1 maja 2003 w teatrze Shubert. Reżyserem był Sam Mendes, a Bernadette Peters grała rolę Rose. W obsadzie wystąpili także John Dossett jako Herbie i Tammy Blanchard jako Louise. Produkcja była nominowana do czterech nagród Tony, w tym za najlepsze wznowienie musicalu i najlepszą aktorkę w musicalu. Spektakl ostatecznie został zamknięty 30 maja 2004 po 451 występach.

#### Broadway 2008
Patti LuPone po raz pierwszy wcieliła się w postać Rose in Gypsy na festiwalu muzycznym Ravinia w sierpniu 2006 roku. Jack Viertel, dyrektor artystyczny New York City Center Encores!, zobaczył produkcję i zdecydował o jej wystawieniu podczas nowojorskich Encores!. Od 9 do 29 lipca 2007 roku program był prezentowany w New York City Center. W produkcji wystąpili także Laura Benanti jako Louise, Boyd Gaines jako Herbie i Leigh Ann Larkin jako June. Produkcja zakończyła się sukcesem i została przeniesiona na Broadway z premierą w St. James Theatre 27 marca 2008.
Produkcja ta zdobyła wiele nagród, w tym Tony Awards i Drama Desk Awards dla LuPone, Gainesa i Benanti.
Produkcja została zamknięta 11 stycznia 2009 po 332 przedstawieniach.

#### Irving 2011
Przedstawienie wystawiano od 9 do 18 września w Lyric Stage w Irving w Teksasie z 39-osobową oryginalną orkiestracją. Obsada: Sue Mathys jako Rose, Ashton Smalling jako June oraz lokalni wykonawcy: Mary McElree jako Louise i Sonny Franks jako Herbie.

#### Bristol 2011
Tovah Feldshuh zagrała jako Rose w produkcji w Riverside Theatre w Bristolu w Pensylwanii, która trwała od 8 grudnia 2011 do 15 stycznia 2012 roku.

#### Storrs 2014
W lipcu 2014 roku Leslie Uggams wystąpiła w roli Rose w Connecticut Repertory Theatre w Storrs. W produkcji wystąpili także Scott Ripley jako Herbie, Alanna Saunders jako June i Amandina Altomare jako Louise. Uggams jest pierwszą Afroamerykanką, która wcieliła się w rolę Rose.
Dennis 2017
W lipcu i sierpniu 2017 roku w The Cape Playhouse w Dennis w Massachusetts Julia Murney wystąpiła jako Rose, Caroline Bowman jako Louise, James Lloyd Reynolds jako Herbie, natomiast Tess Soltau jako June.
Chicago 2018
W październiku 2018 roku E. Faye Butler wystąpiła jako Rose w spektaklu wyreżyserowanym przez Michaela Webera w Porchlight Music Theatre w Chicago. Daryn Whitney Harrell wystąpiła jako Louise, Antonio Garcia jako Herbie, natomiast Aalon Smith jako June. Produkcja została zamknięta 29 grudnia 2018 roku.

### Wielka Brytania

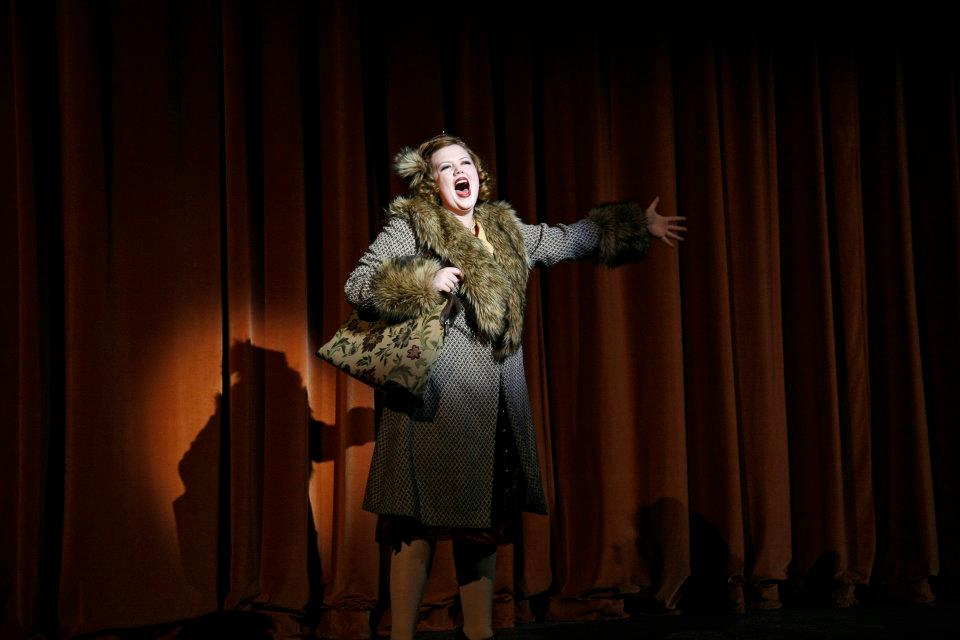
Rose

#### West End 1973
W londyńskiej premierze na West Endzie w 1973 roku Rose miała zagrać Elaine Stritch, jednak słaba przedsprzedaż spowodowała, że producenci zatrudnili bardziej znaną Angelę Lansbury. Premiera odbyła się w Piccadilly Theatre 29 maja 1973 roku. W obsadzie znaleźli się: Zan Charisse, Barrie Ingham, Debbie Bowen i Bonnie Langford. Angela Lansbury opuściła produkcję w grudniu 1973 by odbyć trasę po USA, a jej następczynią została Dolores Gray. Produkcja została zamknięta 2 marca 1974 roku po 300 przedstawieniach.

#### Leicester 2012
Kolejne wystawienie w Wielkiej Brytanii miało miejsce w Leicester Curve Theatre w marcu 2012 roku z udziałem australijskiej aktorki Caroline O’Connor jako Rose, Victorii Hamilton-Barritt jako Louise, Davida Fleeshmana jako Herbie i Daisy Maywood jako June. Spektakl wystawiano 6 tygodni.

#### Chichester 2014
W październiku 2014 roku Imelda Staunton wystąpiła w Chichester Festival Theatre jako Rose w produkcji w reżyserii Jonathana Kenta. Lara Pulver występowała jako Louise, Kevin Whately jako Herbie, Louise Gold jako Mazeppa, Anita Louise Combe jako Tessie Tura i Julie Legrand jako Electra. Musical wystawiano do 8 listopada. Produkcja otrzymała nagrodę Critics 'Choice Theatre Award dla najlepszego musicalu w 2014 roku.

#### West End 2015
Po sukcesie w Chichester spektakl przeniesiono na West End do Savoy Theatre w dniu 15 kwietnia 2015 roku, gdzie wystawiano go do 28 listopada. Prawie identyczną obsadę tworzyli: Imelda Staunton jako Rose, Peter Davison jako Herbie, Lara Pulver jako Louise, Gemma Sutton jako June, Dan Burton jako Tulsa, Anita Louise Combe jako Tessie Tura, Louise Gold jako Mazeppa i Julie Legrand jako Electra.
Produkcja londyńska została nominowana do ośmiu nagród Laurence Oliviera w 2016 roku, zdobywając cztery nagrody. Została także nagrodzona za najlepszą produkcję muzyczną i najlepszy występ w musicalu (dla Staunton) przez UK Theatre Awards. Staunton zdobyła też nagrodę Evening Standard Awards w 2015 roku. Produkcja została zarejestrowana i wyemitowana w BBC Four w okresie świąteczno-noworocznym w 2015 roku i ukazała się na DVD.
Manchester 2019
W listopadzie 2019 roku Jo Davies wyreżyserowała w Manchester Royal Exchange produkcję z obsadą: Ria Jones jako Rose, Dale Rapley jako Herbie i Melissa Lowe jako June. Produkcja zakończyła się 1 lutego 2020.

### Inne produkcje

#### Argentyna 1992
Produkcja rozpoczęła się w Teatro Astral w Buenos Aires, w reżyserii Víctora Garcíi Peralty. Mabel Manzotti wystąpiła w roli głównej. W obsadzie znaleźli się też: Sandra Guida (jako Gypsy), Eleonora Wexler i Ambar La Fox.

#### Meksyk 1998
Produkcja rozpoczęła się w Teatro Silvia Pinal w Meksyku, w reżyserii przez Silvię Pinal (która zagrała również Rose) z jej córką Alejandrą Guzmán jako Louise.

#### Estonia 2001
Produkcja była wystawiana w latach 2001–2003 w Teatrze Vanemuine w Tartu z Silvi Vrait jako Rose.

#### Kanada 2005
Produkcja odbyła się z okazji Shaw Festival w Niagara-on-the-Lake w Ontario z Norą McLellan jako Rose i Julie Martell jako Louise

#### Brazylia 2010
Pierwsza produkcja brazylijska miała miejsce w Teatro Villa-Lobos w Rio de Janeiro z Totią Meirelles jako Rose, Renatą Ricci jako June oraz Eduardo Falcão jako Herbie. Produkcja została potem przeniesiona do Teatro Alfa w São Paulo.

#### Czechy 2010
Pierwsza czeska produkcja musicalu w Teatrze Tyl w Pilźnie była wystawiana krótko (18 przedstawień). W roli Rose wystąpiła Stanislava Topinková Fořtová.

#### Polska
Spektakl do tej pory nie był wystawiany w Polsce.

## Adaptacje filmowe

### 1962
W 1962 roku powstała adaptacja filmowa musicalu, wyprodukowana przez Warner Bros. W rolach głównych wystąpili:
- Rosalind Russell jako Rose
- Karl Malden jako Herbie
- Natalie Wood jako Louise

Russell zdobyła nagrodę Złotego Globu dla najlepszej aktorki w filmie muzycznym.

### 1993
Gypsy została zaadaptowana jako film telewizyjny w 1993 roku z Bette Midler grającą Rose, Cynthią Gibb jako Louise i Jennifer Beck jako June. Bette Midler zdobyła nagrodę Złotego Globu za najlepszą rolę aktorki w miniserialu lub filmie telewizyjnym; Michael Rafter zdobył nagrodę Emmy za reżyserię. Podczas kręcenia filmu partie wokalne rejestrowano na żywo, bez uprzednio przygotowanych ścieżek dźwiękowych.

### 2015
Londyńskie przedstawienie z 27 grudnia 2015 z Savoy Theatre było transmitowane na żywo w BBC Four. Wystąpili:
- Imelda Staunton jako Rose
- Peter Davison jako Herbie,
- Lara Pulver jako Louise

Nagranie zostało wydane na DVD w listopadzie 2016 roku.

## Obsady sceniczne
|             | Oryginalna obsada na Broadwayu 1959 r | Oryginalna obsada na West Endzie 1973 | Wznowienie na West Endzie (oraz film) 2015 r |
| ----------- | ------------------------------------- | ------------------------------------- | -------------------------------------------- |
| Rose        | Ethel Merman                          | Angela Lansbury                       | Imelda Staunton                              |
| Louise      | Sandra Curch                          | Zan Charisse                          | Lara Pulver                                  |
| June        | Lane Bradbury                         | Bonnie Langford                       | Gemma Sutton                                 |
| Herbie      | Jack Klugman                          | Barrie Ingham                         | Peter Davison                                |
| Tulsa       | Paul Wallace                          | Andrew Norman                         | Dan Burton                                   |
| Tessie Tura | Maria Karnilova                       | Valerie Walsh                         | Anita Louise Combe                           |
| Mazeppa     | Faith Dane                            | Kelly Wilson                          | Louise Gold                                  |
| Electra     | Chotzi Foley                          | Judy Cannon                           | Julie Legrand                                |

## Streszczenie

### Akt I

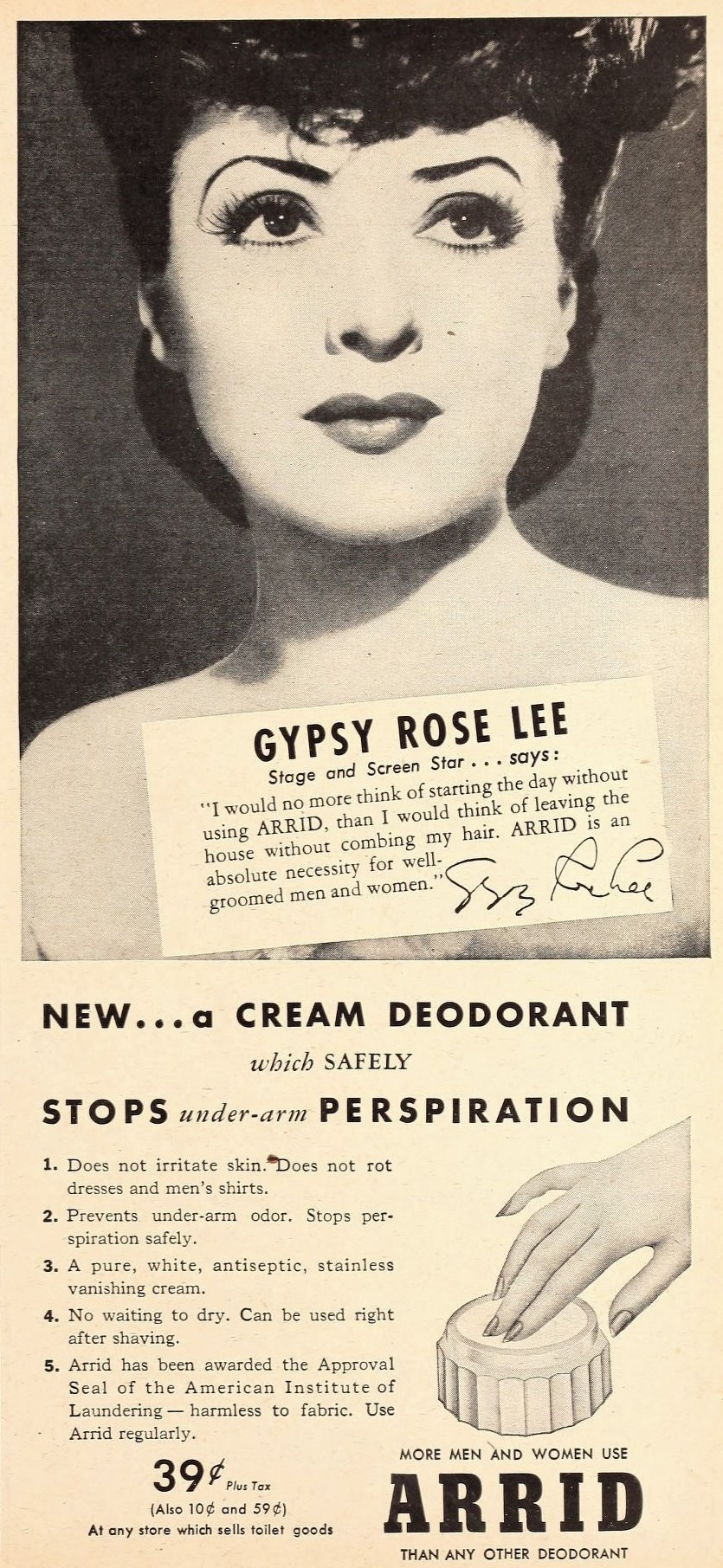
Pierwowzór postaci tytułowej – Gypsy Rose Lee

Rose i jej dwie córki, Baby June i Louise (Gypsy), występują w latach dwudziestych XX wieku w wodewilu. Rose jest agresywna i dominująca; zmusza dzieci do występów (May We Entertain You). June jest egzaltowaną dziecięcą gwiazdą; starsza Louise jest nieśmiała. Rose snuje wielkie plany, lecz sytuacja finansowa zmusza ją do proszenia ojca o pożyczkę (Some People). Rose spotyka byłego agenta, Herbiego, i uwodzicielsko przekonuje go, by został ich menedżerem (Small World). Do zespołu dołącza kilku chłopców. Rolę chłopczycy gra również Louise (Baby June and Her Newsboys). Dziewczęta dorastają, a Herbie załatwia kontrakt z panem Goldstone na Broadwayu (Mr. Goldstone, I Love You). Louise samotnie świętuje swoje urodziny (Little Lamb). Rose odrzuca propozycję małżeństwa od Herbiego, który rozważa odejście (Never Never Get Away From Me).
Zespół dociera do Nowego Yorku. Z nowym „wiejskim” numerem występuje na przesłuchaniu w Orpheum Circuit (Dainty June and Her Farmboys, Broadway). Goldstone oferuje kontrakt i szkołę aktorską tylko dla June. Rose odmawia i zrywa kontakt. Louise i June fantazjują, jak wyglądałoby życie, gdyby mama wyszła za mąż i się ustatkowała (If Momma Was Married).
Kilka miesięcy później, wciąż w trasie, jeden z chłopców, Tulsa, ujawnia Louise, że pracuje nad własnym numerem (All I Need Is the Girl). June wychodzi potajemnie za mąż za Tulsę i ucieka z nim, rozpoczynając samodzielną karierę, a zespół się rozpada. Zdesperowana Rose postanawia, że teraz to Louise zostanie gwiazdą (Everything’s Coming up Roses).

### Akt II
Louise stała się już młodą kobietą, lecz Rose próbuje bezskutecznie utworzyć z niej kopię June (Madame Rose’s Toreadorables). Matka i córka starają się utrzymać na rynku (Together, Wherever We Go). Dostają przypadkiem kontrakt w burlesce w Wichita. Louise przekonuje matkę, że dwutygodniowy kontrakt w przybytku o wątpliwej reputacji jest lepszy niż bieda. Trzy „tancerki” z obsady, Mazeppa, Electra i Tessie Tura, prezentują Louise jak powinna wyglądać praca striptizerki (You Getta Get a Gimmick). Rose proponuje małżeństwo Herbiemu.
Striptizerka z teatru zostaje aresztowana za nagabywanie. Zdesperowana Rose rekomenduje Louise jako jej zastępczynię. Herbie jest oburzony tym, jak nisko Rose upadła i opuszcza ją. (Small World (Reprise)). Louise zaczyna nieśmiało występ śpiewając dawną piosenkę swojej siostry, przypadkowo odkrywając swój „gimmick” (czyli sztuczkę), zwraca się bezpośrednio do publiczności zdejmując powoli rękawiczkę (Let Me Entertain You). Louise staje się pierwszą damą burleski, docierając na Broadway. Staje się samowystarczalna i nie potrzebuje już swojej matki.
Zgorzkniała Rose czuje się bezużyteczna. Uświadamia sobie prawdziwą motywację swoich działań: chorą ambicję bycia gwiazdą, którą zrealizowała zastępczo przez swoje dzieci. Upust emocjom daje wykonując utwór w opustoszałej sali teatru (Rose’s Turn). Wpada następnie w rozpacz, zdając sobie sprawę, że opuścili ją June, Herbie, a teraz prawdopodobnie także Louise.
Louise obserwuje rozpacz matki zza kulis, przytula ją, po czym obie powoli kierują się do wyjścia.

## Lista utworów
|  | Akt I - Overture - May We Entertain You – Baby June and Baby Louise - Some People – Rose - Some People (Reprise) – Rose - Small World – Rose i Herbie - Baby June and Her Newsboys – Baby June i Gazeciarze - Mr. Goldstone, I Love You – Rose, Herbie i Zespół - Little Lamb – Louise - You’ll Never Get Away From Me' – Rose i Herbie - Dainty June and Her Farmboys – June i Chłopcy z Farmy - Broadway – June i Chłopcy z Farmy - If Momma Was Married – June i Louise - All I Need Is the Girl – Tulsa - Everything’s Coming up Roses – Rose | Akt II - Entr’acte - Madame Rose’s Toreadorables – Louise, Rose i Hollywood Blondes - Together, Wherever We Go – Rose, Herbie i Louise - You Gotta Get a Gimmick – Mazeppa, Electra i Tessie Tura - Small World (Reprise) – Rose - Let Me Entertain You – Louise - Rose’s Turn – Rose - Finale |

## Nagrody i wyróżnienia
- 1960 Oryginalna produkcja Broadway – Grammy Award – musical
- 1975 Wznowienie Broadway – Tony Award – Angela Lansbury
- 1975 Wznowienie Broadway – Drama Desk Award – Angela Lansbury
- 1975 Wznowienie Broadway – Drama Desk Award – Arthur Laurents (reżyseria)
- 1990 Wznowienie Broadway – Tony Award – musical
- 1990 Wznowienie Broadway – Tony Award – Tyne Daly
- 1990 Wznowienie Broadway – Drama Desk Award – musical
- 1990 Wznowienie Broadway – Drama Desk Award – Tyne Daly
- 2008 Wznowienie Broadway – Tony Award – Patti LuPone
- 2008 Wznowienie Broadway – Tony Award – Boyd Gaines
- 2008 Wznowienie Broadway – Tony Award – Laura Benanti
- 2008 Wznowienie Broadway – Drama Desk Award – Patti LuPone
- 2008 Wznowienie Broadway – Drama Desk Award – Boyd Gaines
- 2008 Wznowienie Broadway – Drama Desk Award – Laura Benanti
- 2015 Wznowienie Londyn – Laurence Olivier Award – musical
- 2015 Wznowienie Londyn – Laurence Olivier Award – Imelda Staunton
- 2015 Wznowienie Londyn – Laurence Olivier Award – Lara Pulver
- 2015 Wznowienie Londyn – Laurence Olivier Award – Mark Henderson (światło)
- 2015 Wznowienie Londyn – Laurence Olivier Award – musical